# くちぶえピューピュー
「くちぶえピューピュー」は、日本の女性アイドルユニット・ChocoLeの楽曲。2012年5月16日にavex entertainmentから発売された、通算2枚目のシングル。作詞は藤林聖子、作曲を伊東大和が務めた。

## 制作・メディアでの使用
前作「ミルクとチョコレート」から、約5か月ぶりの2ndシングル。
テレビ東京系アニメ『GON -ゴン-』のエンディングテーマ曲として制作された。初回から第13話まで使用され、第1話ではメンバーがアフレコでゲスト出演している。
作詞は前作に続き、アニメ・特撮作品の主題歌などを数多く担当している藤林聖子が務め、作曲・編曲は伊東大和が担当した。

## リリース
楽曲のシングル盤は、初回生産限定盤A・B・C、通常盤・DVD付き通常盤の5形態でリリースされた。初回生産限定盤は、メンバーそれぞれのバージョンとして、A・B・Cに割り当てられている。楽曲収録の構成は、全形態共通である。
アートワーク
ジャケットアートでの衣装は、タイアップしたアニメの主人公にちなみ、恐竜をイメージした着ぐるみ風デザインになっている。各地のイベント出演やプロモーションでも、ステージ衣装として着用した。
ミュージック・ビデオ
リリースに先駆けて、楽曲のショートバージョンが、YouTubeで無料公開されている。

## プロモーション
楽曲のプロモーションで、以下のメディアに出演した。
テレビ番組
- GON -ゴン-（2012年4月2日、テレビ東京系）- 声の出演
- フジテレビからの〜!（2012年5月17日、フジテレビ）
- あにてれPresents アニソンぷらす（2012年6月11日、テレビ東京系）

ラジオ番組
- 劇団サンバカーニバル（2012年5月12日、FM-FUJI）
- STROBE NIGHT!（2012年5月17日、NACK5）
- J-POP1422（2012年5月19日、ラジオ日本）
- SATURDAY DRIVING BREEZE「Drive Your Life」（2012年5月19日、InterFM）
- 76Records（2012年5月26日、InterFM）
- 〜IDOL SHOWCASE〜 i-BAN!!（2012年5月27日、NACK5）
- リッスン? 〜Live 4 Life〜（2012年5月31日、文化放送）

リリースイベントを、以下の日時・場所で実施した。
- 2012年4月28日 エイベックス本社ビル
- 2012年4月29日 アキバ☆ソフマップ1号店 8F）
- 2012年5月5日 SHIBUYA TSUTAYA B1F）

## ライブ・パフォーマンス
楽曲は、以下のイベントなどでライブ披露された。また、2012年3月の時点で全てのメンバーが、女性アイドルグループ・アイドリング!!!に所属することになり、事実上の支援を受けて、同グループのライブ公演などでも披露されている。
- オモサンでアニソン!!（2012年5月12日、表参道GROUND）
- サンシャインMonthly i-pop Festival（2012年5月19日、池袋サンシャインシティアルパ B1噴水広場）
- 「くちぶえピューピュー」発売記念イベント（2012年5月20日、アキバ☆ソフマップ1号店 8F）
- アイドリング!!!初だ!ツアーだ!!ZEPPング!!! 名古屋公演・昼（2012年6月16日、Zepp Nagoya）
- アキバ☆ソフマップ1周年記念 ONE YEAR FESTIVAL（2012年7月14日、アキバ☆ソフマップ1号店）
- TOKYO IDOL FESTIVAL 2012（2012年8月4日、お台場青海特設会場）

## シングル収録トラック
| #         | タイトル                               | 作詞      | 作曲      | 編曲      | 時間  |
| --------- | -------------------------------------- | --------- | --------- | --------- | ----- |
| 1.        | 「くちぶえピューピュー」               | 藤林聖子  | 伊東大和  | 伊東大和  | 4:19  |
| 2.        | 「大っきな空」                         | 渡辺徹    | 渡辺徹    | 渡辺徹    | 4:14  |
| 3.        | 「くちぶえピューピュー」(Instrumental) |           |           |           | 4:19  |
| 4.        | 「大っきな空」(Instrumental)           |           |           |           | 4:11  |
| 合計時間: | 合計時間:                              | 合計時間: | 合計時間: | 合計時間: | 17:04 |

| #  | タイトル                                              | 作詞 | 作曲・編曲 |
| -- | ----------------------------------------------------- | ---- | ---------- |
| 1. | 「くちぶえピューピュー」(Music Video)                 |      |            |
| 2. | 「特典映像 ChocoLeレコーディングレポート by楓カメラ」 |      |            |

| #  | タイトル                                                | 作詞 | 作曲・編曲 |
| -- | ------------------------------------------------------- | ---- | ---------- |
| 1. | 「くちぶえピューピュー」(Music Video)                   |      |            |
| 2. | 「特典映像 ChocoLeレコーディングレポート by胡桃カメラ」 |      |            |

| #  | タイトル                                                | 作詞 | 作曲・編曲 |
| -- | ------------------------------------------------------- | ---- | ---------- |
| 1. | 「くちぶえピューピュー」(Music Video)                   |      |            |
| 2. | 「特典映像 ChocoLeレコーディングレポート by来夢カメラ」 |      |            |

| #  | タイトル                              | 作詞 | 作曲・編曲 |
| -- | ------------------------------------- | ---- | ---------- |
| 1. | 「くちぶえピューピュー」(Music Video) |      |            |